# 20 Dywizjon Techniczny Obrony Powietrznej
20 dywizjon techniczny Obrony Powietrznej (20 dt OP) – pododdział Wojsk Obrony Przeciwlotniczej Sił Powietrznych stacjonujący w Hutkach koło Olkusza, podlegał dowódcy 1 Brygady Rakietowej Obrony Powietrznej Kraju. Dywizjon został rozformowany w 1988 roku.

## Historia
Zgodnie z rozkazem MON nr 005/Oper. z dnia 28 stycznia 1961, następnie zarządzeniem Szefa Sztabu Generalnego WP Nr 0012/Org. z dnia 9 lutego 1962 i rozkazem dowódcy 1 Korpusu OPK Nr 0030/Org. z 26 marca 1962, przystąpiono do formowania 19 dywizjonu technicznego OPK na bazie rozformowanych 96 i 89 Pułku Artylerii Przeciwlotniczej.
Zasadniczym sprzętem bojowym było oprzyrządowanie technologiczne do elaboracji rakiet SA-75 Dźwina dla 15, 16, 17 i 18 Dywizjonu Ogniowego 13 Dywizji.

## Dowódcy
- mjr Anatol Szyrkowiec – 1962–1966
- mjr Jerzy Szczepaniak – 1966–1968
- płk Jan Lach – 1968–1983
- kpt. Krzysztof Jankowski – 1983–1987
- ppłk Kazimierz Żelaśkiewicz – 1987–1988
- mjr Ryszard Żuk – 1988–1988

## Podległość
- 13 Dywizja Artylerii Obrony Powietrznej Kraju im. Powstańców Śląskich – 1962–1967
- 1 Dywizja Artylerii Przeciwlotniczej Obrony Powietrznej Kraju im. Powstańców Śląskich – 1967–1988
- 1 Brygada Rakietowa Obrony Powietrznej Kraju – 1988–1988